# Триртутьсамарий
Триртутьсамарий — бинарное неорганическое соединение
самария и ртути
с формулой SmHg3,
кристаллы.

## Получение
- Сплавление стехиометрических количеств чистых веществ в инертной атмосфере:

{\displaystyle {\mathsf {Sm+3Hg\ {\xrightarrow {400^{o}C}}\ SmHg_{3}}}}

## Физические свойства
Триртутьсамарий образует кристаллы
гексагональной сингонии, пространственная группа P 63/mmc,
параметры ячейки a = 0,6632 нм, c = 0,4909 нм, Z = 2,
структура типа кадмийтримагния CdMg3
.
Соединение образуется по перитектической реакции при температуре 400 °C.